# Laccophilus kempi
Laccophilus kempi är en skalbaggsart som beskrevs av Gschwendtner 1936. Laccophilus kempi ingår i släktet Laccophilus och familjen dykare.

## Underarter
Arten delas in i följande underarter:
- L. k. holmeni
- L. k. kempi